# Наука в Індії
Історія науки й техніки на індійському субконтиненті починається з доісторичної діяльності людини від цивілізації долини Інду до ранніх індійських держав та імперій.

## Передісторія

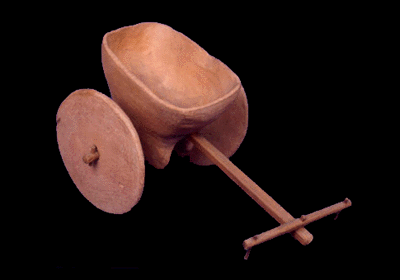
Колісний візок з ручним приводом, цивілізація долини Інду (3300–1300 рр. до н. е.). Зберігається в Національному музеї, Нью-Делі.

До 5500 р. до н. е. з'явилася низка місць, подібних до Мехргарха (сучасний Пакистан), які лягли в основу пізніших енеолітичних культур. Мешканці цих місць підтримували торговельні відносини з Середньою Азією та Близьким Сходом.
Іригація була розроблена в цивілізації долини Інду приблизно в 4500 році до нашої ери. Розмір і процвітання Індської цивілізації зросли в результаті цього нововведення, що зрештою призвело до більшої кількості запланованих поселень із використанням дренажу та каналізації. Складні системи зрошення та зберігання води були розроблені цивілізацією долини Інду, включаючи штучні водосховища в Гірнарі, датовані 3000 роком до н. е. і рання іригаційна система каналу з 2600 рік до нашої ери. Бавовник культивували в регіоні у 5–4 тисячоліттях до н. е. Цукрова тростина походила з тропічної Південної та Південно-Східної Азії. Різні види, ймовірно, виникли в різних місцях: S. barberi походить з Індії, а S. edule і S. officinarum походять з Нової Гвінеї.
Мешканці долини Інду розробили систему стандартизації, використовуючи міри та ваги, про що свідчать розкопки, проведені в долині Інду. Це технічне нормування дозволило ефективно використовувати вимірювальні прилади для вимірювання кутів і вимірювань для будівництва. Калібрування також було виявлено в вимірювальних пристроях разом із кількома підрозділами у випадку деяких приладів. Один із найперших відомих доків є в Лоталі (2400 р. до н. е.), розташований подалі від основної течії, щоб уникнути відкладення мулу. Сучасні океанографи помітили, що Хараппи повинні були мати знання про припливи, щоб побудувати такий док на постійно змінюваному курсі Сабарматі, а також зразковою гідрографією та морською інженерією.
Розкопки в Балакоті (Кот-Бала) (бл. 2500—1900 рр. до н. е.), сучасний Пакистан, дали докази ранньої печі. Ймовірно, піч використовувалася для виготовлення керамічних виробів. У Балакоті також були розкопані печі, що відносяться до зрілої фази цивілізації (бл. 2500—1900 рр. до н. е.). Археологічна пам'ятка Калібанган також дає докази вогнища у формі горщика, які в одному місці були знайдені як на землі, так і під землею. Печі з вогнем і топкові камери також були знайдені на місці Калібанган.

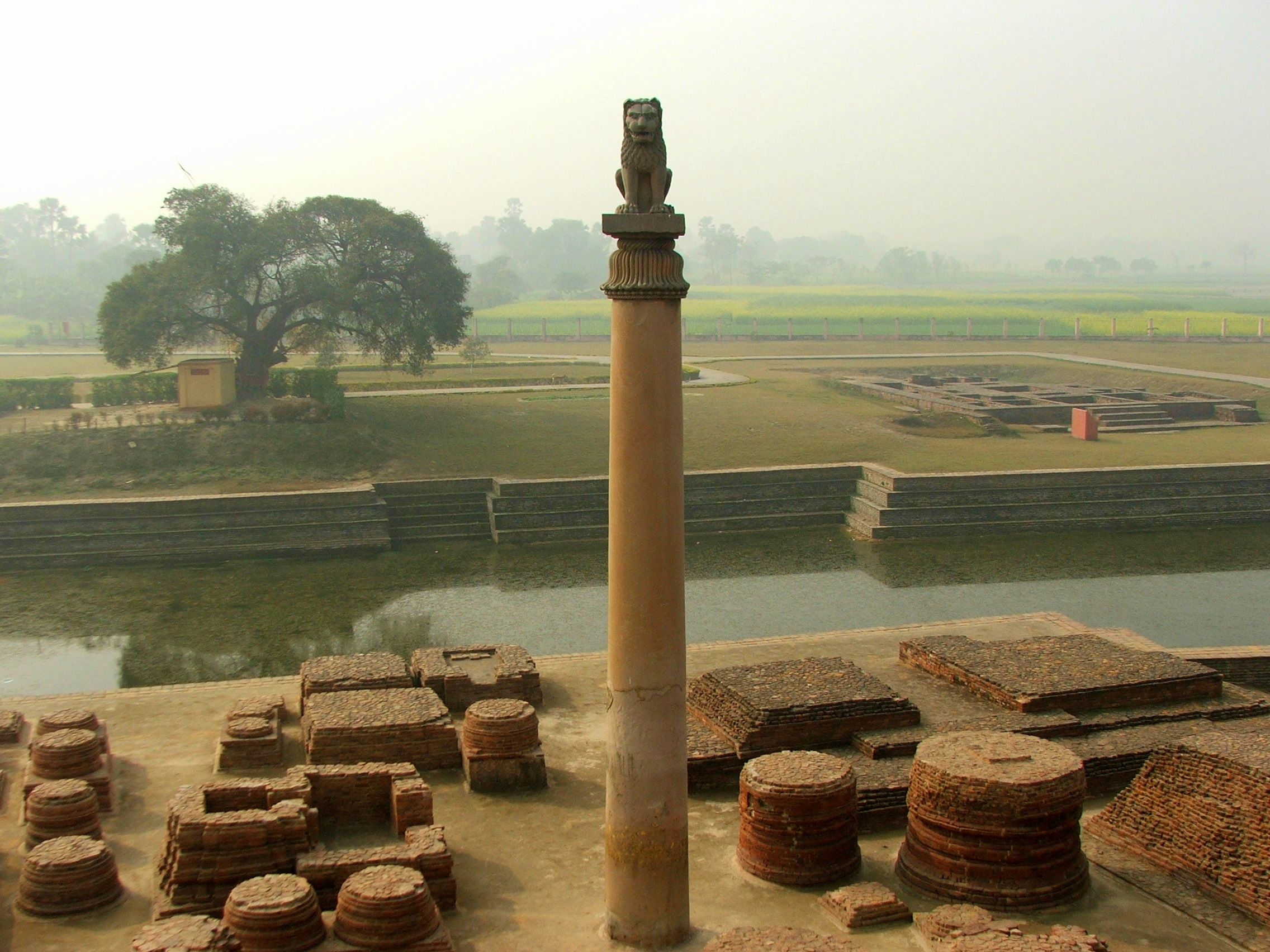
Вид на стовп Ашокан у Вайшалі. В одному з едиктів Ашоки (272—231 рр. до н. е.) йдеться: «Усюди цар Піядасі (Ашока) спорудив два види лікарень, лікарні для людей і лікарні для тварин. Там, де не було цілющих трав для людей і тварин, він наказав, щоб вони купили і посадили».

Ґрунтуючись на археологічних і текстових доказах, Джозеф Е. Шварцберг (2008) — почесний професор географії Університету Міннесоти — простежує походження індійської картографії до цивілізації долини Інду (бл. 2500–1900 рр. до н. е.). Використання великомасштабних будівельних планів, космологічних креслень і картографічних матеріалів було відоме в Південній Азії з певною регулярністю з ведчного періоду (II-I тисячоліття до н. е.). Кліматичні умови були відповідальними за знищення більшості доказів, однак ряд геодезичних інструментів і вимірювальних стрижнів, знайдених у розкопках, дали переконливі докази ранньої картографічної діяльності. Шварцберг (2008) — щодо вцілілих карт — далі стверджує, що: «Хоча їх небагато, серед тисяч індійських печерних малюнків кам’яного віку з’являється кілька графіті, схожих на карти; і принаймні одна складна діаграма мезоліту, як вважають, є зображенням космосу».
Археологічні свідчення існування плуга, запряженого тваринами, датуються 2500 роком до нашої ери в цивілізації долини Інду. Найдавніші доступні мідні мечі, виявлені в Хараппі, датуються 2300 роком до нашої ери. Мечі були знайдені під час археологічних знахідок по всьому регіону Гангу — Джамуна Доаб в Індії, вони складалися з бронзи, але частіше міді.

## Ранні королівства

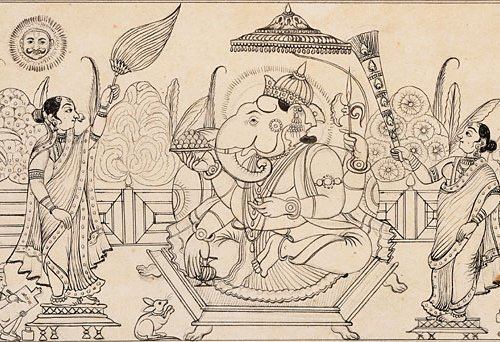
Малюнок тушшю Ганеша під парасолькою (початок 19 століття). Вугільні пігментні чорнила, які називаються масі, і в народі відомі як індійські чорнила, являли собою суміш кількох хімічних компонентів, використовувалися в Індії принаймні з 4 століття до нашої ери. Практика писати чорнилом і гострою голкою була поширена в ранній Південній Індії. Кілька джайнських сутр в Індії були складені вуглецевим пігментним чорнилом.

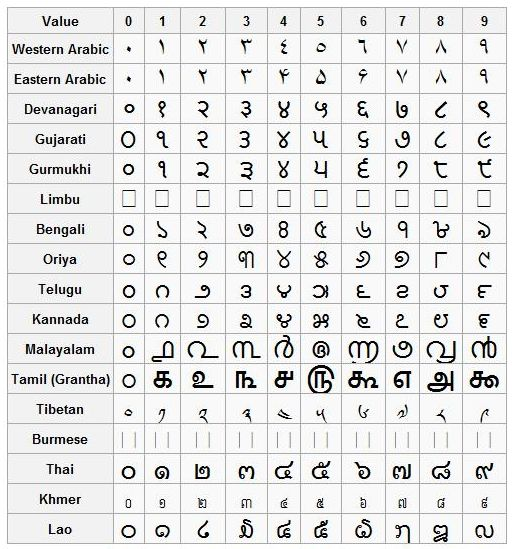
Індо-арабська система числення. Написи на едиктах Ашоки (1 тисячоліття до н. е.) показують, що цю систему числення використовували імперія Маур'ї.

Релігійні тексти ведичного періоду свідчать про використання великих чисел. На час останньої Веди, [[Яджур-веда|Yajurvedasaṃhitā IAST]] (1200—900 рр. до н. е.), цифри досягають {\displaystyle 10^{12}} входили до текстів. Наприклад, мантра (формула жертвоприношення) наприкінці аннагоми («обряд принесення їжі»), що виконується під час ашвамедга («алегорія жертвоприношення коня») і виголошується безпосередньо перед, під час і відразу після схід сонця, використовує ступені десяти від ста до трильйона. Шатапатха Брагмана (9 ст. до н. е.) містить правила ритуальних геометричних побудов, подібні до Сулба-сутр.
Баудгаяна (бл. 8 століття до н. е.) склав сутру Баудгаяна Сульба, яка містить приклади простих піфагорійських трійок, таких як: {\displaystyle (3,4,5)}, {\displaystyle (5,12,13)}, {\displaystyle (8,15,17)}, {\displaystyle (7,24,25)}, і {\displaystyle (12,35,37)}, а також твердження теореми Піфагора для сторін квадрата: «Мотузка, яка натягнута по діагоналі квадрата, створює площу, яка вдвічі перевищує розмір вихідного квадрата». Вона також містить загальне твердження теореми Піфагора (для сторін прямокутника): «Мотузка, натягнута вздовж довжини діагоналі прямокутника, утворює площу, яку разом складають вертикальна та горизонтальна сторони». Баудгаяна дає формулу квадратного кореня з двох. Вплив Месопотамії на цьому етапі вважається ймовірним.
Найдавніший індійський астрономічний текст під назвою [[Джйотіша-веданґа|Vedānga Jyotiṣa IAST]] і приписуваний Лагаді вважається одним із найдавніших астрономічних текстів, що датований 1400—1200 роками до н. е. (з існуючою формою, можливо, від 700 до 600 р. до н. е.), зазвичай використовується для визначення часу соціальних і релігійних подій. Він також детально описує астрономічні розрахунки, календарні дослідження та встановлює правила емпіричних спостережень. Оскільки Vedānga Jyotiṣa IAST є релігійним текстом, він пов'язаний з індуїстською астрологією та детально описує кілька важливих аспектів часу та пір року, включаючи місячні місяці, сонячні місяці та їхнє коригування за місячним високосним місяцем Адгікамаса. Також описані Ритус і Юги. Тріпаті (2008) вважає, що «в той час також були відомі двадцять сім сузір'їв, затемнень, сім планет і дванадцять знаків зодіаку».
Єгипетський папірус Кахун (1900 р. до н. е.) і література ведичного періоду в Індії містять ранні записи про ветеринарну медицину. Kearns & Nash (2008) стверджують, що згадка про проказу описана в медичному трактаті Sushruta Samhita (6 століття до н. е.). Аюрведичний текст Sushruta Samhita містить 184 розділи та опис 1120 хвороб, 700 лікарських рослин, детальне вивчення анатомії, 64 препарати з мінеральних джерел і 57 препаратів на основі тваринних джерел. Однак The Oxford Illustrated Companion to Medicine стверджує, що згадка про проказу, а також ритуальні ліки від неї були описані в індуїстській релігійній книзі «Атхарва-веда», написаній у 1500—1200 рр. до н. е.
Хірургія катаракти була відома лікарю Сушрута (VI ст. до н. е.). Традиційну операцію з видалення катаракти проводили за допомогою спеціального інструменту під назвою Jabamukhi Salaka, вигнутої голки, яка використовується для послаблення кришталика та виведення катаракти з поля зору. Пізніше око змочували теплим маслом, а потім перев'язували. Хоча цей метод був успішним, Сусрута попередив, що його слід використовувати лише за необхідності. Видалення катаракти хірургічним шляхом також було введено в Китай з Індії. У трактаті Сушрути міститься перша письмова згадка про ринопластику щічним клаптем, техніку, яка досі використовується для реконструкції носа. У тексті згадується понад 15 методів його відновлення. До них відноситься використання клаптя шкіри зі щоки, що схоже на найсучаснішу на сьогодні техніку. Отопластика (хірургія вуха) була розроблена в Стародавній Індії та описана в медичному збірнику Sushruta Samhita (Компендіум Сушрути, прибл. 500 AD). Перший опис хірургічної процедури для лікування каменів був описаний у Сушрута Самхіта Сушрутою близько 600 р. до н. е. Два типи діабету були вперше визначені як окремі стани індійськими лікарями Сушрутою та Чаракою в 400—500 роках. CE, причому один тип асоціюється з молодістю, а інший — із зайвою вагою. Ефективне лікування не було розроблено до початку 20 століття, коли канадці Фредерік Бантинг і Чарльз Бест виділили та очистили інсулін у 1921 і 1922 роках. За цим послідувала розробка інсуліну тривалої дії NPH у 1940-х роках. Захворювання було названо «грітшуола» в стародавній Індії та описано Сушрутою (6 століття до нашої ери). Стенокардія
У V столітті до нашої ери вчений Паніні зробив кілька відкриттів у галузі фонетики, фонології та морфології. Морфологічний аналіз Паніні залишався більш просунутим, ніж будь-яка еквівалентна західна теорія до середини 20 століття. Металеву валюту карбували в Індії до 5 століття до н. е. монети (400 р. до н. е. – 100 р. н. е.) виготовлялися зі срібла та міді з зображеннями тварин і рослин.
Цинкові копальні в Заварі поблизу Удайпура, штат Раджастхан, працювали протягом 400 року до нашої ери. Різноманітні зразки мечів були виявлені у Фатехгаргу, де є кілька різновидів рукояті. Ці мечі по-різному датуються періодами між 1700 і 1400 рр. до н. е. Археологічні пам'ятки в таких місцях, як Малгар, Дадупур, Раджа Нала Ка Тіла та Лагурадева в сучасному штаті Уттар-Прадеш, демонструють залізні знаряддя періоду між 1800 і 1200 роками до нашої ери. Ранні залізні предмети, знайдені в Індії, можна датувати 1400 роком до нашої ери за допомогою радіовуглецевого датування. Деякі вчені вважають, що на початку 13 століття до н. е. виплавка заліза практикувалася в більших масштабах в Індії, припускаючи, що дата початку технології може бути більш ранньою. У Південній Індії (сучасний Майсур) залізо з'явилося ще в 11-12 століттях до нашої ери. Ці події були надто ранніми для будь-якого значного тісного контакту з північним заходом країни.

## Середнє царство (230р. до н.е.— 1206р. н.е.)

Залізна колона Делі (375—413 рр. н. е.). Першим залізним стовпом був Залізний стовп у Делі, споруджений за часів Чандрагупти II Вікрамадітьї.

Артхашастра Каутілья згадує про будівництво дамб і мостів. Використання підвісних мостів із використанням плетених бамбукових і залізних ланцюгів стало помітним приблизно в 4 столітті. Ступа, попередниця пагоди і торій, була побудована в 3 столітті до нашої ери. Вирізьблені у скелі східчасті колодязі в регіоні датуються 200—400 роками нашої ери. Згодом відбулося будівництво колодязів у Дганку (550—625 рр. н. е.) і східчастих ставків у Бінмалі (850—950 рр. н. е.).
У першому тисячолітті до нашої ери була заснована школа атомізму Вайшешика. Найважливішим представником цієї школи був Канада, індійський філософ. Школа припускала, що атоми є неподільними та вічними, не можуть бути ні створені, ні знищені і що кожен з них має свою власну окрему viśeṣa IAST (індивідуальність). Далі це було розроблено буддистською школою атомізму, найважливішими прихильниками якої були філософи Дхармакірті та Дігнаґа у 7 столітті нашої ери. Вони вважали атоми точковими, нетривалими і складаються з енергії.
До початку нашої ери скло використовувалося для прикрас і корпусу в регіоні. Контакт із греко-римським світом додав нові техніки, і місцеві ремісники навчилися методам формування, декорування та розфарбовування скла на початку нашої ери. Період Сатавагана також показує короткі циліндри з композитного скла, включно з тими, що демонструють лимонно-жовту матрицю, покриту зеленим склом. Вутц виник у регіоні ще до початку нашої ери. Вутц експортувався та продавався по всій Європі, Китаї, арабському світі та став особливо відомим на Близькому Сході, де він став відомий як дамаська сталь. Археологічні дані свідчать про те, що процес виробництва вутц також існував у Південній Індії до християнської ери.
Докази використання смичкових інструментів для чесання походять з Індії (II ст. н. е.). Видобуток алмазів і раннє використання їх як дорогоцінних каменів почалося в Індії. Голконда була важливим раннім центром видобутку та обробки алмазів. Потім алмази експортували в інші частини світу. Ранні згадки про алмази походять із санскритських текстів. Артхашастра також згадує торгівлю алмазами в регіоні. Залізна колона Делі була споруджена за часів Чандрагупти II Вікрамадітья (375—413), яка простояла без іржавіння близько 2 тисячоліть. Розаратна Самучая (800) пояснює існування двох типів руд для металевого цинку, одна з яких ідеально підходить для видобутку металу, а інша використовується в медичних цілях.
У 2 столітті буддійський філософ Нагарджуна вдосконалив форму логіки Катускоті. Катускоті також часто приховують Тетралемма (грецьке), що є назвою для значною мірою порівнянного, але не прирівнюваного, «аргументу чотирьох кутів» у традиції класичної логіки.
Походження прядки невідоме, але Південна Азія є одним із ймовірних місць її походження. Пристрій, безумовно, потрапив до Європи з Індії до 14 століття. Бавовноочисну машину було винайдено в Південній Азії як механічний пристрій, відомий як чаргі, «коток, який обробив дерев'яний черв'як». Цей механічний пристрій у деяких частинах регіону приводився в рух силою води. Печери Аджанта знайшли докази використання одноролерової бавовноочисної машини до 5 століття. Цю бавовноочисну машину використовували, поки не було впроваджено нові інновації у вигляді ножних машин. Китайські документи підтверджують принаймні дві місії до Індії, розпочаті в 647 році, для отримання технології для рафінування цукру. Кожна місія поверталася з різними результатами щодо рафінування цукру. Пінгала (300—200 рр. до н. е.) був теоретиком музики, автором санскритського трактату про просодію. Є докази того, що у своїй роботі над перерахуванням складових комбінацій Пінгала натрапив на трикутник Паскаля та біноміальні коефіцієнти, хоча він не знав самої біноміальної теореми. Опис двійкових чисел зустрічається також у працях Пінгали. Індійці також розвинули використання закону знаків у множенні. Від'ємні числа та від'ємник використовувалися у Східній Азії з 2-го століття до н. е., а південноазіатські математики знали про від'ємні числа до 7-го століття н. е., і їхня роль у математичних проблемах боргу була зрозуміла. Хоча індійці не були першими, хто використовував субтрагенд, вони були першими, хто встановив «закон знаків» щодо множення додатних і від'ємних чисел, який не з'являвся в східноазіатських текстах до 1299 року. Були сформульовані переважно послідовні та правильні правила роботи з від'ємними числами, і поширення цих правил призвело до того, що арабські посередники передали їх до Європи.
Десяткова система числення з використанням ієрогліфів датується 3000 роком до нашої ери в Єгипті, і пізніше була використана в стародавній Індії. До 9 століття нашої ери індусько-арабська система числення була передана з Близького Сходу та до решти світу. Концепція 0 як числа, а не просто символу поділу, приписується Індії. В Індії практичні обчислення проводилися з використанням нуля, який розглядався як будь-яке інше число до 9 століття нашої ери, навіть у разі ділення. Брамагупта (598—668) зміг знайти (цілісні) розчини рівняння Пелля і вперше описав гравітацію як привабливість сили, і використовував термін «gurutvākarṣaṇam (गुरुत्वाकigrषणमісти)» на санскриті, щоб описати. Концептуальний проект вічного двигуна Бгаскара II датується 1150 роком. Він описав колесо, яке, як він стверджував, буде працювати вічно.
Тригонометричні функції синуса та версину, з яких було просто вивести косинус, були використані математиком Аріабгатою наприкінці 5 століття. Теорема обчислення, тепер відома як «теорема Ролля», була сформульована математиком Бгаскарою II у 12 столітті.

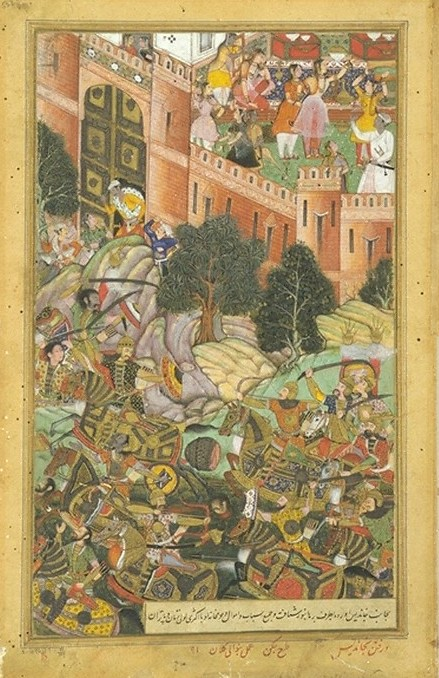
Акбарнама — написана 12 серпня 1602 року — описує поразку База Багадура з Мальви військами Моголів у 1561 році. Моголи значно вдосконалювали металеву зброю та обладунки, які використовували армії Індії.

Індиго використовувався як барвник у Південній Азії, яка також була головним центром його виробництва та обробки. Різновид індиго Indigofera tinctoria була одомашнена в Індії. Індиго, яке використовувалося як барвник, потрапило до греків і римлян через різні торгові шляхи і цінувалося як предмет розкоші. Волокно кашемірової вовни, також відоме як пашм або пашміна, використовувалося для виготовлення шалей ручної роботи в Кашмірі. Вовняні шалі з регіону Кашмір знайшли письмові згадки між 3 століттям до н. е. і 11 століттям н. е. Кристалізований цукор був відкритий за часів імперії Гупта, а найдавніша згадка про цукати походить з Індії. Культивували джут і в Індії. Муслін був названий на честь міста, де європейці вперше зустріли його, Мосул, на території сучасного Іраку, але насправді тканина походить з Дакки на території сучасного Бангладеш. У 9 столітті арабський купець на ім'я Сулейман зазначає походження матеріалу з Бенгалії (арабською як Ruhml).
Європейський вчений Франческо Лоренцо Пулле відтворив низку індійських карт у своєму великому творі La Cartografia Antica dell India. З цих карт дві були відтворені з використанням як джерела рукопису Локапракаси, спочатку складеного вченим Ксемендрою (Кашмір, XI ст. н. е.). Інший рукопис, використаний як джерело Франческо I, має назву «Самграха».
Самарангана Сутрадгара, санскритський трактат Бгоджі (11 століття), містить розділ про побудову механічних пристроїв (автоматів), зокрема механічних бджіл і птахів, фонтанів у формі людей і тварин, а також чоловічих і жіночих ляльок, які наповнювали масляні лампи, танцювали, грав на інструментах і відтворював сцени з індуїстської міфології.

## Пізнє Середньовіччя (1206—1527)
Мадгава з Сангамаграми (бл. 1340—1425) і його керальська школа астрономії та математики розробили та заснували математичний аналіз. Нескінченний ряд для π був сформульований ним, і він використав розкладання в ряд {\displaystyle \arctan x} щоб отримати вираз нескінченного ряду, тепер відомий як ряд Мадгави-Грегорі, для {\displaystyle \pi }. Їхня раціональна апроксимація похибки для кінцевої суми їхніх рядів становить особливий інтерес. Вони маніпулювали терміном помилки, щоб отримати швидший збіжний ряд {\displaystyle \pi }. Вони використали покращений ряд, щоб отримати раціональний вираз, {\displaystyle 104348/33215} для {\displaystyle \pi } виправити до дев'яти знаків після коми, тобто {\displaystyle 3.141592653} (з 3,1415926535897…). Розвиток рядів для тригонометричних функцій (синус, косинус і арктангенс) був здійснений математиками керальської школи у 15 столітті нашої ери. Їхня робота, завершена за два століття до винаходу числення в Європі, забезпечила те, що зараз вважається першим прикладом степеневого ряду (крім геометричних рядів).
Математика Нараяна Пандіт написав дві праці: арифметичний трактат під назвою «Ганіта Каумуді» та алгебраїчний трактат під назвою «Біджаганіта Ватамса». Нараяна також зробив внесок у алгебру та магічні квадрати. Інші основні праці Нараяни містять різноманітні дослідження невизначеного рівняння другого порядку nq 2 + 1 = p 2 (рівняння Пелла), розв'язки невизначених рівнянь вищого порядку. Нараяна також зробив внесок у тему циклічних чотирикутників.
Нав'я-Ньяя — школа почалася навколо Східної Індії та Бенгалії, і розробила теорії, схожі на сучасну логіку, такі як «розрізнення власних імен і значення» Готтлоба Фреге та його «визначення числа», а також теорія Нав'я-Ньяя «обмежувальних умов для універсалій», що передбачають деякі розробки в сучасній теорії множин. Удаяна, зокрема, розробив теорії «обмежувальних умов для універсалій» і «нескінченного регресу», які передбачали аспекти сучасної теорії множин. За словами Кісора Кумара Чакрабарті.
Нав'я-Ньяя або неологічна даршана (школа) індійської філософії була заснована у 13 столітті нашої ери філософом Гангеша Упадг'яя з Мітхіли. Це був розвиток класичної Ньяя даршани. Інший вплив на Нав'я-Ньяя мала робота попередніх філософів Вакаспаті Мішри (900—980 рр. н. е.) та Удаяни (кінець 10 століття). Нав'я-Ньяя розробив складну мову та концептуальну схему, яка дозволила йому піднімати, аналізувати та вирішувати проблеми логіки та епістемології. Він систематизував усі концепції ньяї за чотирма основними категоріями: почуття або сприйняття (pratyakşa), висновок (anumāna), порівняння чи подібність (upamāna) і свідчення (звук або слово; śabda).
Шер-Шах із північної Індії випустив срібну валюту з ісламськими мотивами, які пізніше були наслідовані імперією Великих Моголів. Китайський купець Ма Хуань (1413—1451) зазначив, що золоті монети, відомі як фанам, були випущені в Кочіні і важили загалом один фен і один лі відповідно до китайських стандартів. Вони були високої якості і їх можна було обміняти в Китаї на 15 срібних монет вагою чотири лі кожна.

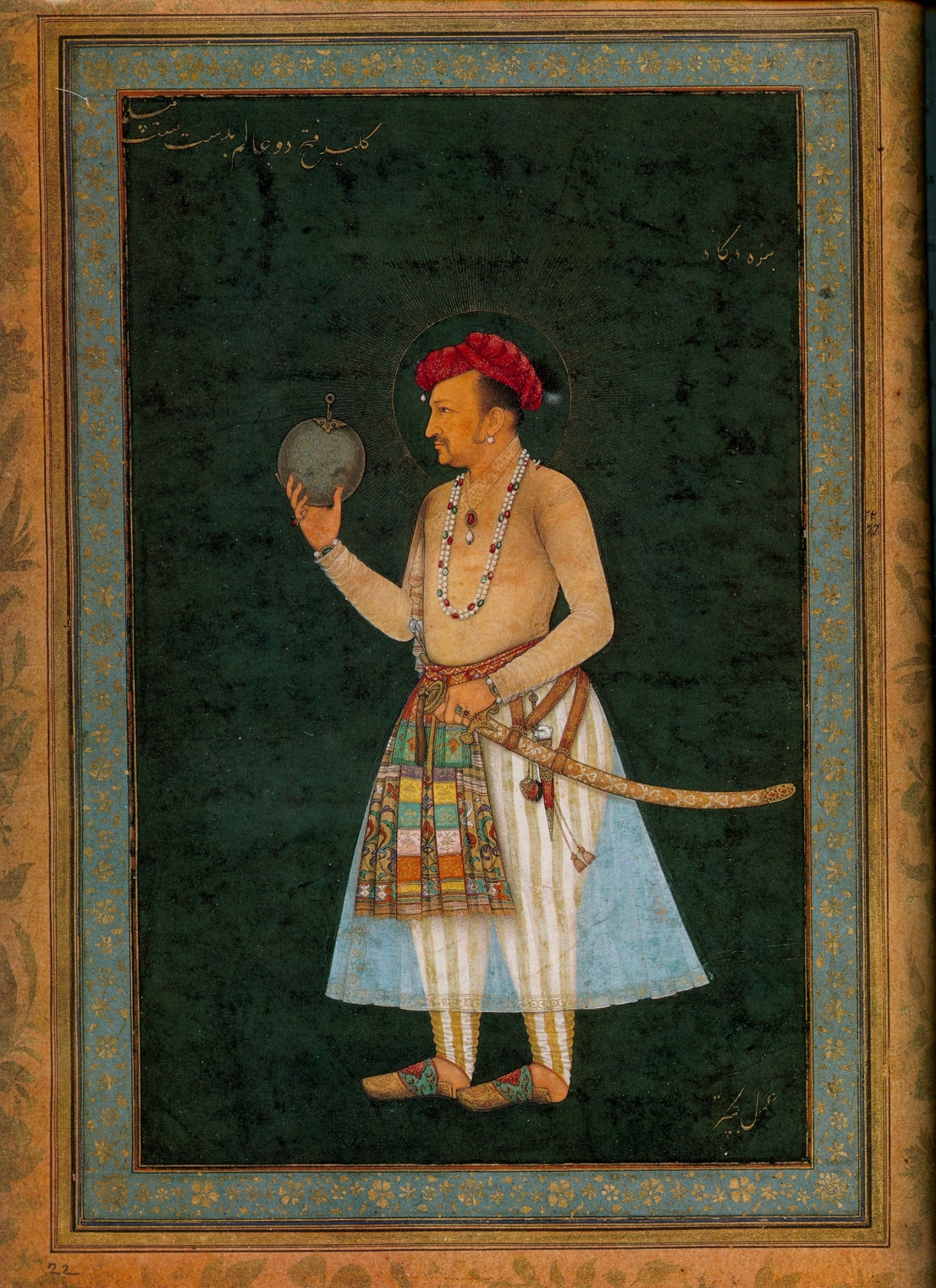
Джахангір тримає безшовну небесну кулю. Це був один із перших зразків безшовної порожнистої металургії.

У 1500 році Нілаканта Сомаяджі зі школи астрономії та математики Керали у своїй «Тантрасанґрахі» переглянув еліптичну модель Ар'ябгати для планет Меркурій і Венера. Його рівняння центру цих планет залишалося найточнішим до часів Йоганна Кеплера в 17 столітті.
Порох і порохова зброя потрапили до Індії через монгольські вторгнення в Індію. Монголи зазнали поразки від Алауддіна Хілджі з Делійського султанату, і деякі монгольські солдати залишилися в Північній Індії після свого навернення в іслам. У Таріх-і Фірішта (1606—1607) було написано, що посланник монгольського правителя Хулагу-хана отримав піротехнічне представлення після його прибуття в Делі в 1258 році нашої ери. У рамках посольства лідера Тімуридів Шах Руха (1405—1447) до Індії Абд аль-Раззак згадував метальники нафти, встановлені на слонах, і різноманітну піротехніку, виставлену на показ. Вогнепальна зброя, відома як топ-о-туфак, також існувала в імперії Віджаянагара ще в 1366 році нашої ери. З тих пір у регіоні було поширене використання порохової війни, з такими подіями, як облога Белгаума в 1473 році нашої ери султаном Мухаммедом Шахом Багмані.

## Ранньомодерний період (1527—1857рр. н.е.)

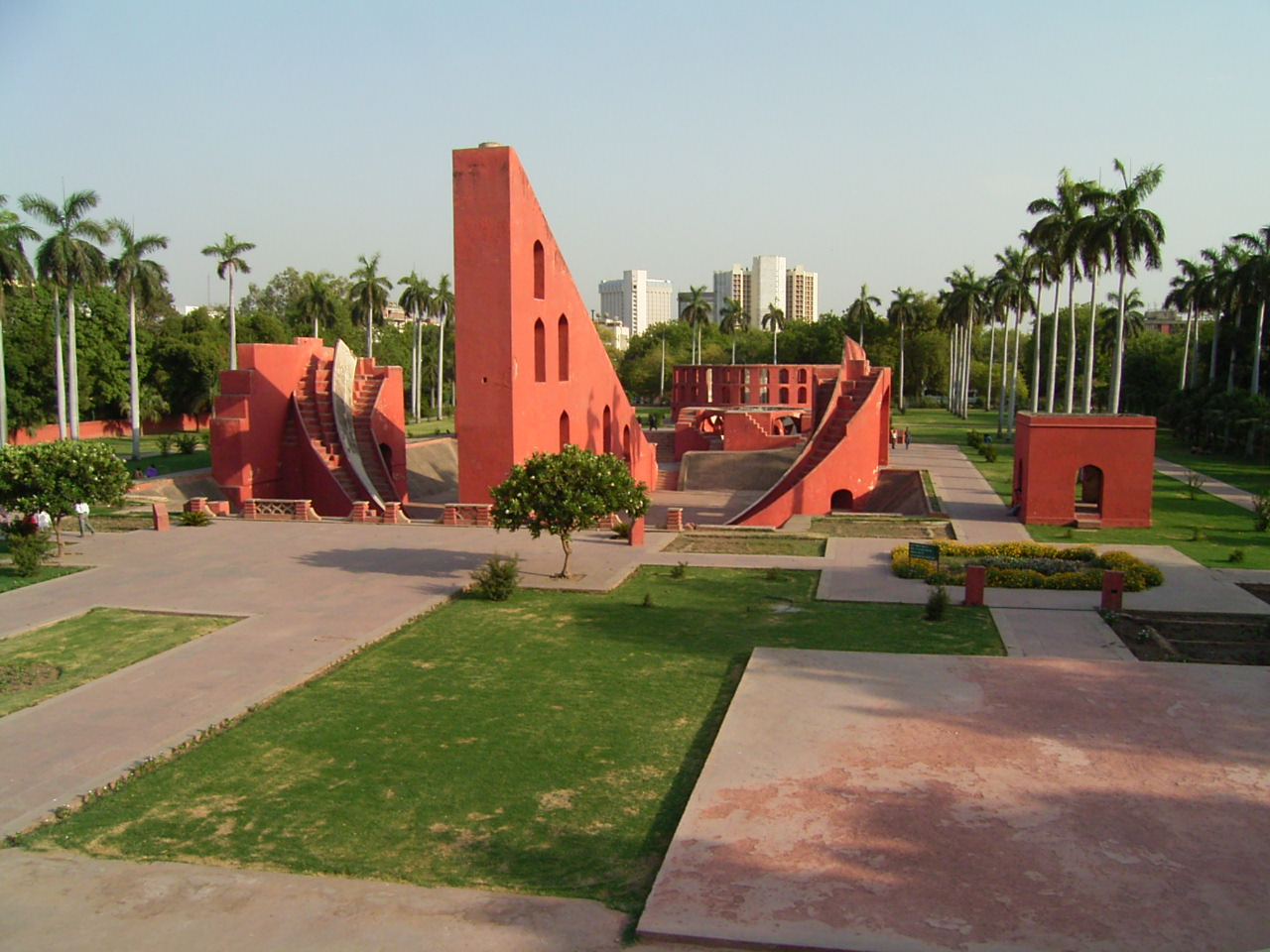
Джантар Мантар, Делі — складається з 13 архітектурних астрономічних інструментів, побудованих Джай Сінгхом II з Джайпуру з 1724 року.

До 16 століття жителі Південної Азії виготовляли різноманітну вогнепальну зброю; великі гармати, зокрема, стали помітні в Танджоре, Дакці, Біджапурі та Муршидабаді. Гармати з бронзи були знайдені в Калікуті (1504) і Діу (1533). У 17 столітті Гуджарат постачав в Європу селітру для використання в порохових війнах. Бенгалія і Мальва брали участь у виробництві селітри. Голландці, французи, португальці та англійці використовували Чхапру як центр очищення селітри.
В «Історії грецького вогню та пороху» Джеймс Ріддік Партінґтон описує війну з використанням пороху в Індії Великих Моголів XVI і XVII століть і пише, що «індійські військові ракети були хорошою зброєю до того, як такі ракети почали використовувати в Європі. Вони мали бамбукові стрижні, ракети… тіло прив'язане до стрижня, а залізні наконечники направлялися на ціль і стріляли, запалюючи запал, але траєкторія була досить нестабільною… Згадується використання мін і контрмін із зарядами пороху для тих часів. Акбара і Джагангіра».
Будівництво водопровідних споруд і аспекти водної технології в Південній Азії описані в арабських і перських працях. У середні віки розповсюдження південноазіатських і перських іригаційних технологій призвело до розвитку вдосконаленої системи зрошення, яка сприяла зростанню, а також сприяла зростанню матеріальної культури. Традиційно вважається, що засновником індустрії виробництва кашемірової вовни був правитель Кашміру в 15-му столітті Зайн-уль-Абідін, який представив ткачів із Центральної Азії.
Учений Садік Ісфахані з Джаунпура склав атлас частин світу, які, на його думку, «придатні для життя людини». Атлас із 32 аркушів — з картами, орієнтованими на південь, як це було з ісламськими творами тієї епохи — є частиною більшої наукової праці, складеної Ісфахані в 1647 році нашої ери. За словами Джозефа Е. Шварцберга (2008): "Найбільша відома індійська карта, яка зображує колишню столицю Раджпутів в Амбері в дивовижних деталях кожен будинок, має розмір 661 × 645 см. (260 × 254 дюйми, або приблизно 22 × 21 футів).
Безшовний небесний глобус був винайдений у Кашмірі Алі Кашмірі ібн Лукманом у 998 році хіджри (1589–90 рр. н. е.), а двадцять інших таких глобусів пізніше були виготовлені в Лахорі та Кашмірі під час імперії Великих Моголів. Ці індійські металурги започаткували метод лиття за виплавленим воском для виготовлення цих глобусів.

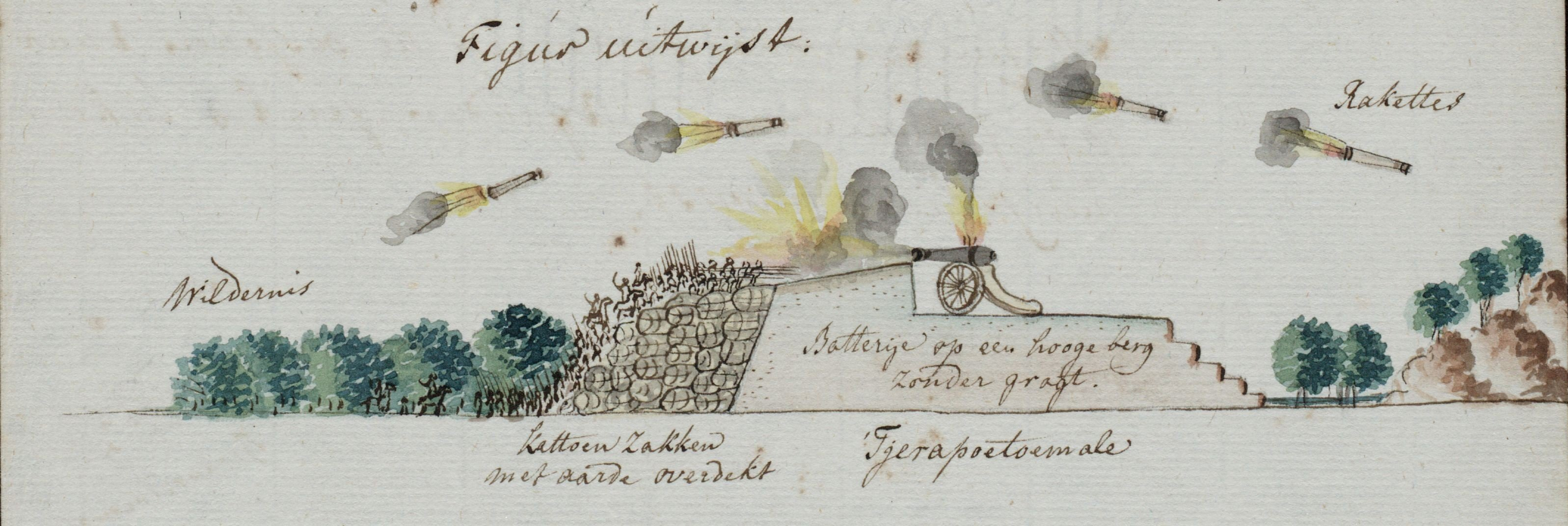
Майсурські ракети

Хайдер Алі, принц Майсура, розробив бойові ракети з важливою зміною: використанням металевих циліндрів для зберігання горючого порошку. Хоча коване м'яке залізо, яке він використовував, було необробленим, міцність контейнера з чорним порохом на розрив була набагато вищою, ніж попередні паперові конструкції. Таким чином був можливий більший внутрішній тиск, що призводило до більшої тяги рушійного струменя. Корпус ракети був прив'язаний шкіряними ремінцями до довгої бамбукової палиці. Радіус дії був, можливо, до трьох чвертей милі (більше кілометра). Хоча окремо ці ракети не були точними, помилка розсіювання стала менш важливою, коли велика кількість їх була випущена швидко під час масових атак. Вони були особливо ефективні проти кінноти і їх підкидали в повітря, запаливши, або ковзали по твердій сухій землі. Син Хайдера Алі, Тіпу Султан, продовжував розвивати та розширювати використання ракетної зброї, за повідомленнями, збільшивши кількість ракетних військ із 1200 до 5000 корпусу. У битвах при Шрірангапатнамі в 1792 і 1799 роках ці ракети були використані зі значним ефектом проти британців.
До кінця XVIII століття поштова система регіону досягла високого рівня ефективності. За словами Томаса Броутона, магараджа Джодхпура щоденно надсилав зі своєї столиці свіжі квіти до Натхадвари (320 р. км), і вони прибули вчасно на перший релігійний даршан на сході сонця. Пізніше ця система зазнала модернізації з встановленням Британського Раджу.

## Колоніальна епоха (1858—1947рр. н.е.)

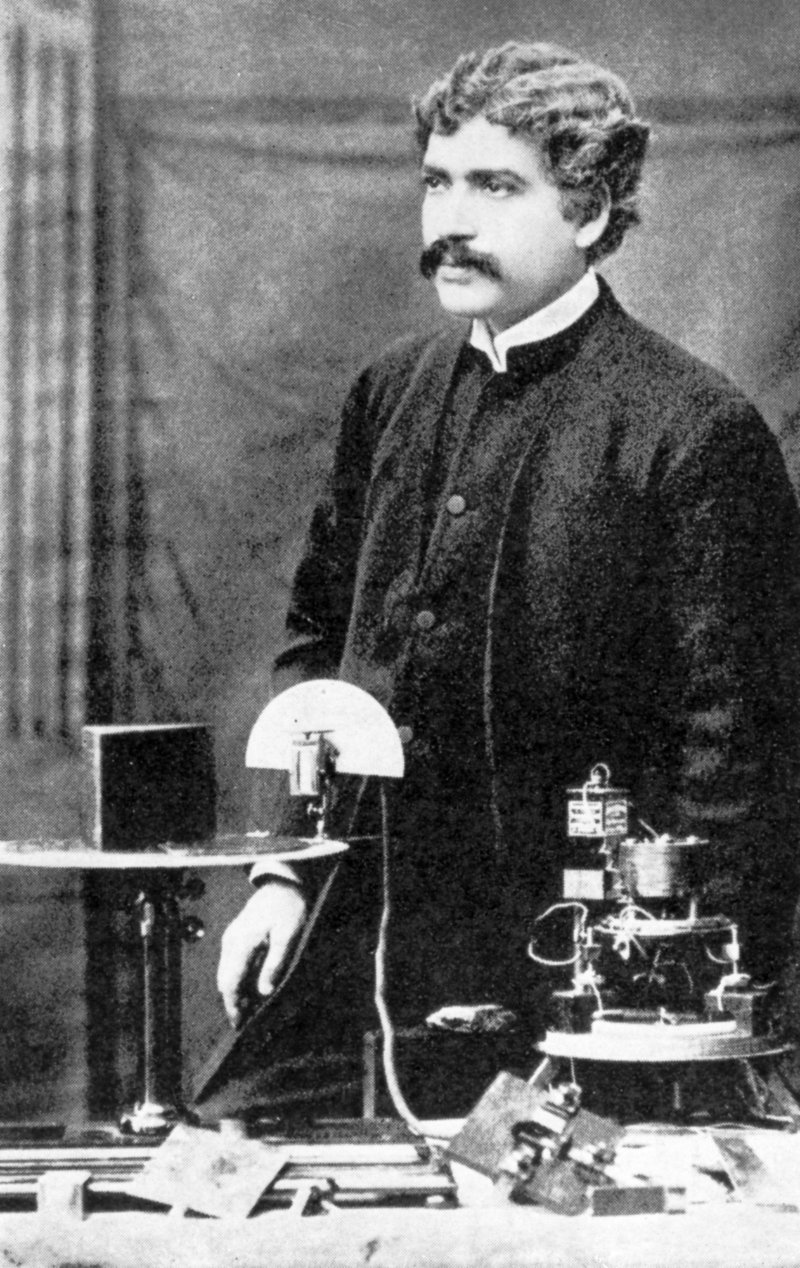
Jagadish Chandra Bose laid the foundations of experimental science in the Indian subcontinent.[128] He is considered one of the fathers of radio science.
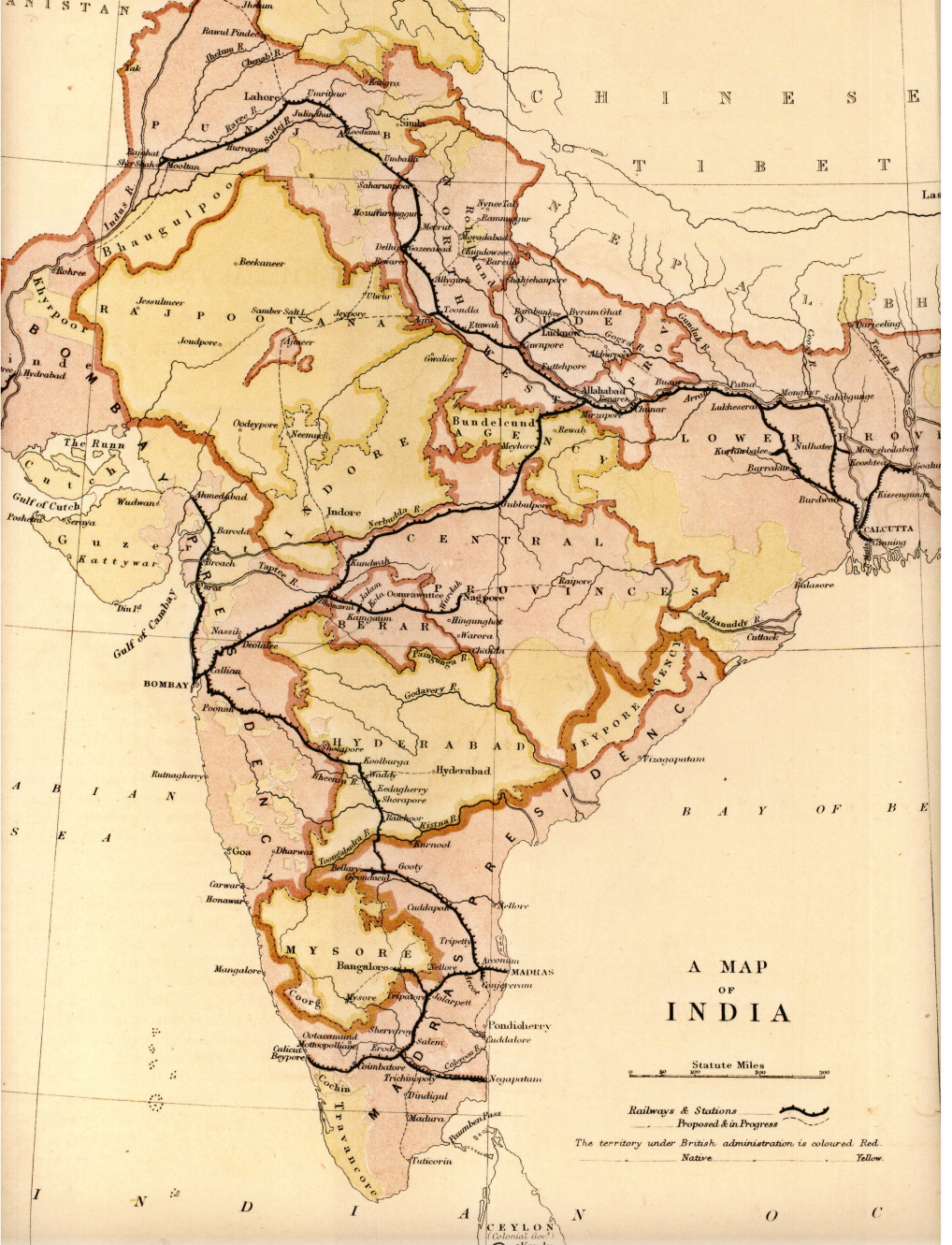
Extent of the railway network in India in 1871; construction had begun in 1856.
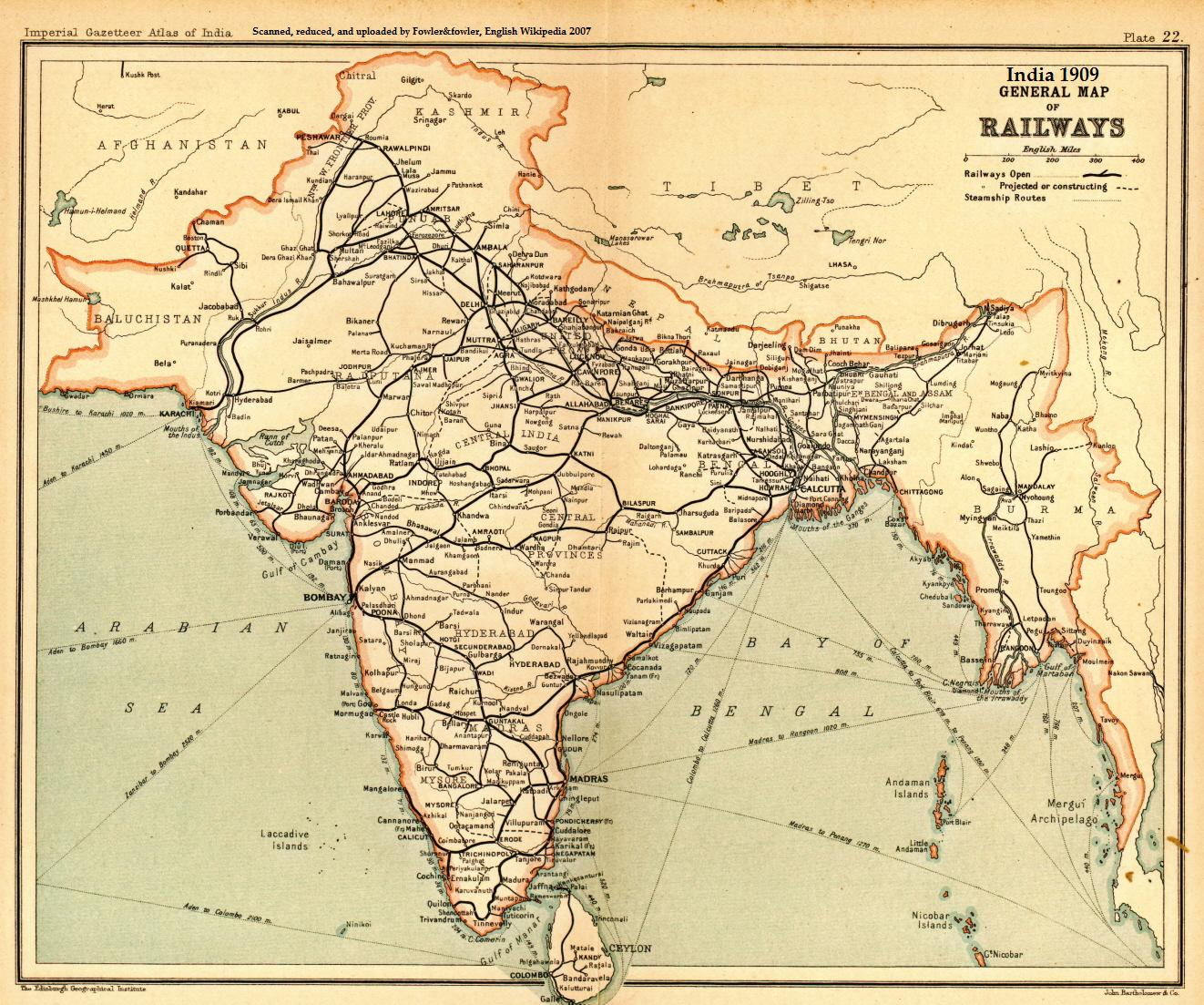
The Indian railways network in 1909.
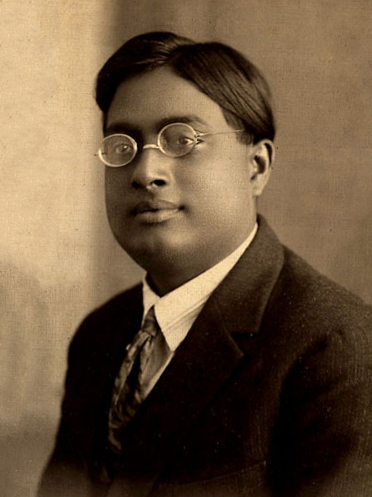
Physicist Satyendra Nath Bose is known for his work on the Bose–Einstein statistics during the 1920s.
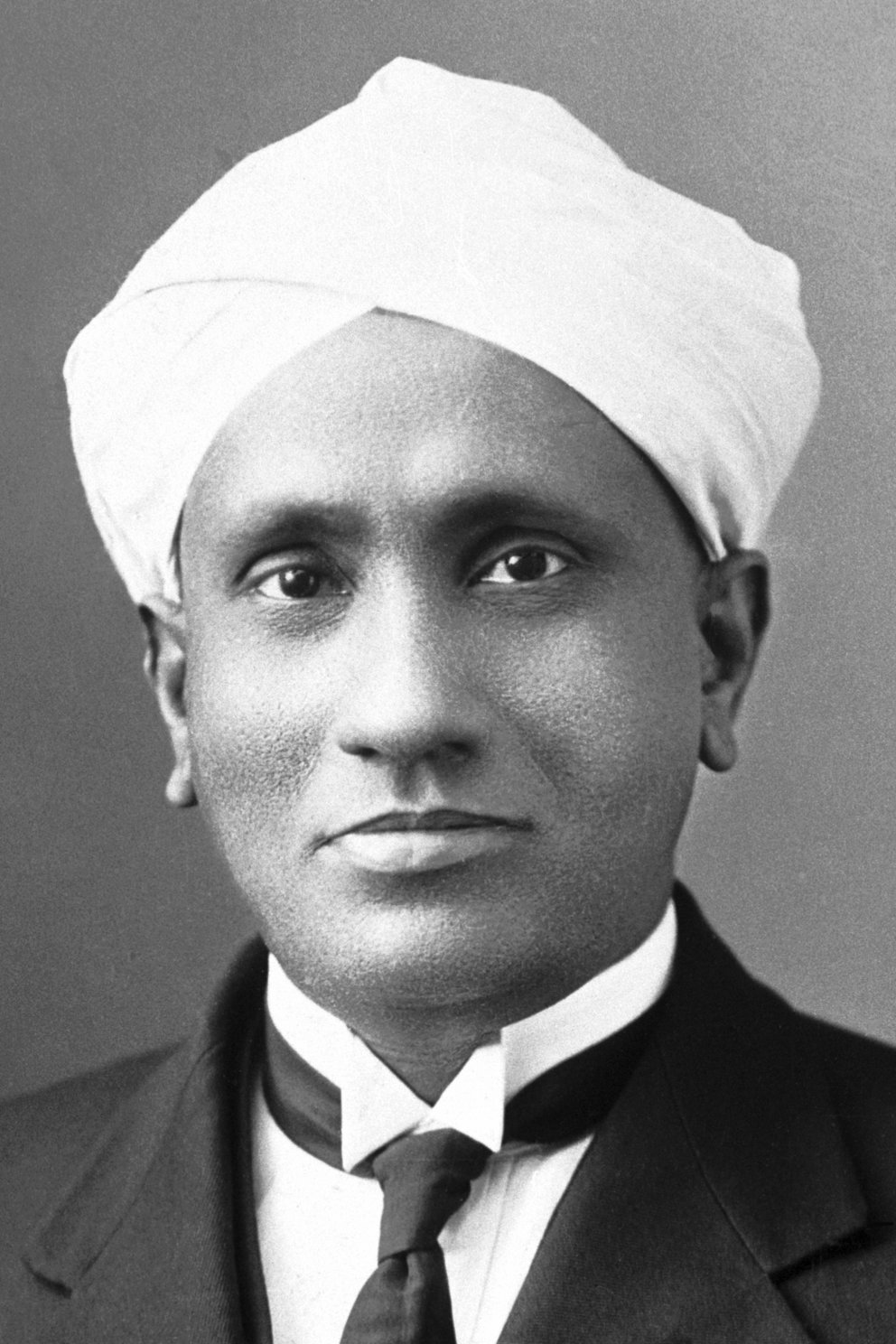
C. V. Raman, known for his research in the field of light scattering, also known as Raman scattering.

Закон XVII про поштове відділення 1837 року дозволив генерал-губернатору Індії передавати повідомлення поштою на території Ост-Індійської компанії. Деяким чиновникам пошта була доступна безкоштовно, що з роками стало суперечливим привілеєм. Індійська поштова служба була заснована 1 жовтня 1837 року. Британці також побудували широку мережу залізниць у регіоні як зі стратегічних, так і з комерційних причин.
Британська система освіти, спрямована на підготовку здібних кандидатів на державну та адміністративну службу, відкрила низку індійців для іноземних закладів. Джагадіш Чандра Бос (1858—1937), Прафулла Чандра Рей (1861—1944), Шатьєндранат Бозе (1894—1974), Мегхнад Саха (1893—1956), П. К. Магаланобіс (1893—1972), Ч. В. Раман (1888—1970), Субрахманьян Чандрасекар (1910—1995), Хомі Бгабга (1909—1966), Шрініваса Рамануджан (1887—1920), Вікрам Сарабгай (1919—1971), Гар Гобінд Корана (1922—2011), Харіш Чандра (1923—1983), Абдус Салам (1926—1996) та Е. С. Джордж Сударшан (1933—2018) були одними з найвидатніших учених цього періоду.
Широка взаємодія між колоніальними та місцевими науками спостерігалася протягом більшої частини колоніальної ери. Західна наука стала асоціюватися з потребами побудови нації, а не розглядатися як суто колоніальне утворення, особливо тому, що вона продовжувала підживлювати потреби від сільського господарства до торгівлі. Учені з Індії також з'явилися по всій Європі. До часу здобуття Індією незалежності колоніальна наука набула важливого значення серед західної інтелігенції та істеблішменту.
Французький астроном П'єр Жанссен спостерігав сонячне затемнення 18 серпня 1868 року та відкрив гелій у Гунтурі в штаті Мадрас, Британська Індія.

## Подальше читання
- Альварес, Клод А. (1991) Історія деколонізації: Технологія та культура в Індії, Китаї та на Заході з 1492 року до наших днів, Нью-Йорк, США: Apex Press. (огляд)
- Дхарампал (1971) Індійська наука і технологія у вісімнадцятому столітті: деякі сучасні європейські звіти (з передмовою д-ра Д. Котарі та вступом д-ра Вільяма А. Бланпейда), Impex India, Делі, 1971; перевидано Академією досліджень Ганді, Хайдарабад, 1983 р.
- Анант Пріолкар (1958) Друкарський верстат в Індії, його початок і ранній розвиток; будучи дослідженням відзначення чверті століття появи друкарства в Індії (у 1556 році). xix, 364 S., Бомбей: маратхі Samshodhana Mandala,doi:10.1017/S0041977X00151158
- Дебіпрасад Чаттопадхяя (1977) Історія науки і техніки в Стародавній Індії: Початки з передмовою Джозефа Нідхема.
- Проект історії індійської науки, філософії та культури, том 4. Фундаментальні індійські ідеї у фізиці, хімії, науках про життя та медицині
- Проект історії індійської науки, філософії та культури, серія монографій, том 3. Математика, астрономія та біологія в індійській традиції під редакцією Д. П. Чаттопадхяя та Равіндера Кумара
- Т. А. Сарасваті Амма (2007) [1979] Геометрія стародавньої та середньовічної Індії, Motilal Banarsidass Publishers,ISBN 978-81-208-1344-1
- Shinde, V., Deshpande, SS, Sarkar, A. (2016) Енеолітична Південна Азія: аспекти ремесел і технологій, Indus-Infinity Foundation
- У Hāṇḍā, O. (2015) Роздуми про історію індійської науки та техніки, Нью-Делі: Pentagon Press у співпраці з Indus-Infinity Foundation.